# Börje af Klint
Börje Gustaf Viktor Gustafsson af Klint, född den 15 juni 1903 i Stockholm, död den 12 augusti 1989 i Saltsjöbaden, var en svensk sjömilitär och företagsledare.
af Klint avlade studentexamen 1923 och sjöofficersexamen 1926. Han blev fänrik vid flottan sistnämnda år, underlöjtnant 1928 och löjtnant 1929. af Klint genomgick Sjökrigshögskolan 1933–1935 och blev kapten i flottans reserv 1938. Han anställdes vid Bofors 1935, blev artilleridirektör där 1954 och vice verkställande direktör där 1964. af Klint invaldes 1947 som korresponderande ledamot av Örlogsmannasällskapet och 1960 som ledamot av Krigsvetenskapsakademien. Han blev riddare av Vasaorden 1956 och kommendör av samma orden 1968.
Börje af Klint var son till Gustaf af Klint och Elisabet, född Helling. Han gifte sig 1933 med Olga Lybeck (1911–1982), dotter till godsägare Helge Lybeck och Nannie Wallenberg. Makarna af Klint vilar på Galärvarvskyrkogården i Stockholm.